# NGC 6621
NGC 6621 (również PGC 61579 lub UGC 11175) – galaktyka spiralna ((R)SBa? pec), znajdująca się w gwiazdozbiorze Smoka w odległości około 300 milionów lat świetlnych od Ziemi. Została odkryta 2 czerwca 1885 roku przez Lewisa A. Swifta.
NGC 6621 znajduje się w trakcie zderzenia z NGC 6622. Ta para galaktyk została skatalogowana jako Arp 81 w Atlasie Osobliwych Galaktyk. NGC 6621 to mniejsza, południowa galaktyka w tej parze. Większość katalogów i baz obiektów astronomicznych (np. SIMBAD, NASA/IPAC Extragalactic Database, SEDS) identyfikuje te galaktyki odwrotnie, tzn. za NGC 6621 jest uznawana większa, północna galaktyka. Jest to jednak identyfikacja błędna, gdyż John Dreyer w swoim katalogu napisał, że NGC 6621 to obiekt południowy.
W galaktyce NGC 6621 zaobserwowano supernową SN 2010hi.